# Stożkowa tomografia komputerowa
Stożkowa tomografia komputerowa (ang. Cone Beam Computed Tomography, CBCT) – tomografia komputerowa o wiązce stożkowej, zwana inaczej tomografią wolumetryczną.
Podczas stomatologicznego badania wolumetrycznego lampa rentgenowska emitująca wiązkę promieni w kształcie stożka wykonuje całkowity lub częściowy obrót wokół głowy pacjenta. Promieniowanie emitowane jest w sposób ciągły lub pulsacyjny. Detektor cyfrowy lub wzmacniacz obrazu rejestrują dane dotyczące osłabienia promieniowania rentgenowskiego w obrębie pewnej objętości zawierającej badane struktury. Na podstawie tych danych zostaje wygenerowana określona objętość danych - stąd pochodzi nazwa obrazowanie wolumetryczne, czyli obrazowanie objętościowe. Obrazowana objętość ma kształt kuli (w przypadku wzmacniacza obrazu) lub cylindra  (inne detektory).
Jest to metoda badania, która została specjalnie stworzona do obrazowania obszaru jamy ustnej i części twarzowej czaszki. Umożliwia rekonstrukcję trójwymiarową obrazu tkanek twardych i miękkich.
Badanie wolumetryczne CBCT jest coraz częściej stosowane w implantologii stomatologicznej. Metody obrazowania trójwymiarowego pozwalają na przeprowadzenie poprawnej pod względem metrycznym diagnostyki przestrzennej bez zniekształceń. Umożliwia prawidłowe zaplanowanie i wykonanie implantacji przy użyciu szablonów czy nawigacji dynamicznej.